# بول ديكسون
بول ديكسون (بالإنجليزية: Paul Dixon)‏ (22 نوفمبر 1986 بأبردين في المملكة المتحدة - ) هو مونتير ولاعب كرة قدم بريطاني في مركز الظهير. شارك مع منتخب اسكتلندا تحت 21 سنة لكرة القدم ومنتخب اسكتلندا لكرة القدم. أما مع النوادي، فقد لعب مع دندي يونايتد وهدرسفيلد تاون ونادي دندي.

## مسيرته الكروية
لعب بول ديكسون خلال مسيرته الاحترافية مع 5 أندية في سبعة عشر موسمًا وسجل خلالها 7 أهداف ضمن 430 مباراة. حيث فاز في موسم واحد بالكأس ولم يفز بأي دوري.
خاض بول ديكسون مسيرته مع نادي دندي في موسم 2005–06 واستمر معه طيلة ثلاثة مواسم، مشاركًا في 91 مباراة سجل خلالها هدفين. ثم انتقل إلى نادي دندي يونايتد في موسم 2008–09 في المرة الأولى ليلعب معه أربعة مواسم ثم في موسم 2014–15 واستمر معه طيلة ثلاثة مواسم، حيث شارك طوالها في 181 مباراة سجل خلالها 4 أهداف. لينتقل بعدها إلى نادي هدرسفيلد تاون في موسم 2012–13 واستمر معه طيلة ثلاثة مواسم، مشاركًا في 85 مباراة ولم يسجل أي هدف. ثم انتقل إلى نادي غريمسبي تاون في موسم 2017–18 ولمدة موسمين، مشاركًا في 29 مباراة ولم يسجل أي هدف أيضًا. هذا وانتقل لاحقًا إلى نادي فالكيرك في موسم 2018–19 ولمدة موسمين، مشاركًا في 44 مباراة سجل خلالها هدفًا واحدًا.

## وصلات خارجية
- بول ديكسون على موقع الاتحاد الإسكتلندي (الإنجليزية)
- بول ديكسون على موقع قاعدة بيانات كرة القدم.إي يو (الإنجليزية)
- بول ديكسون على موقع ناشيونال فوتبول تيمز (الإنجليزية)
- بول ديكسون على موقع Soccerbase.com (لاعب) (الإنجليزية)
- بول ديكسون على موقع Soccerway.com (الإنجليزية)